# Burg Altendorf

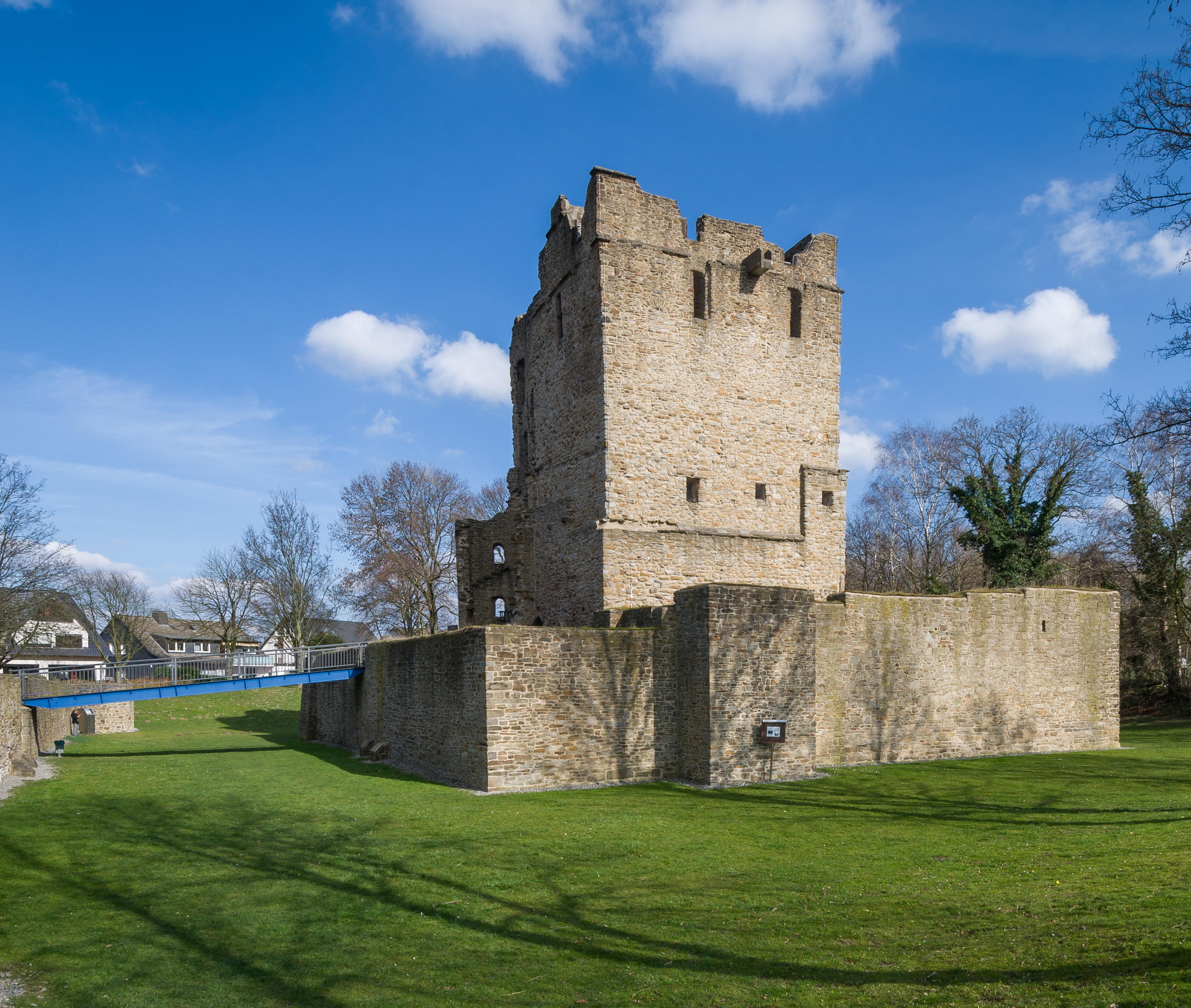
Wohnturm der Burg Altendorf von Südwesten (2014)

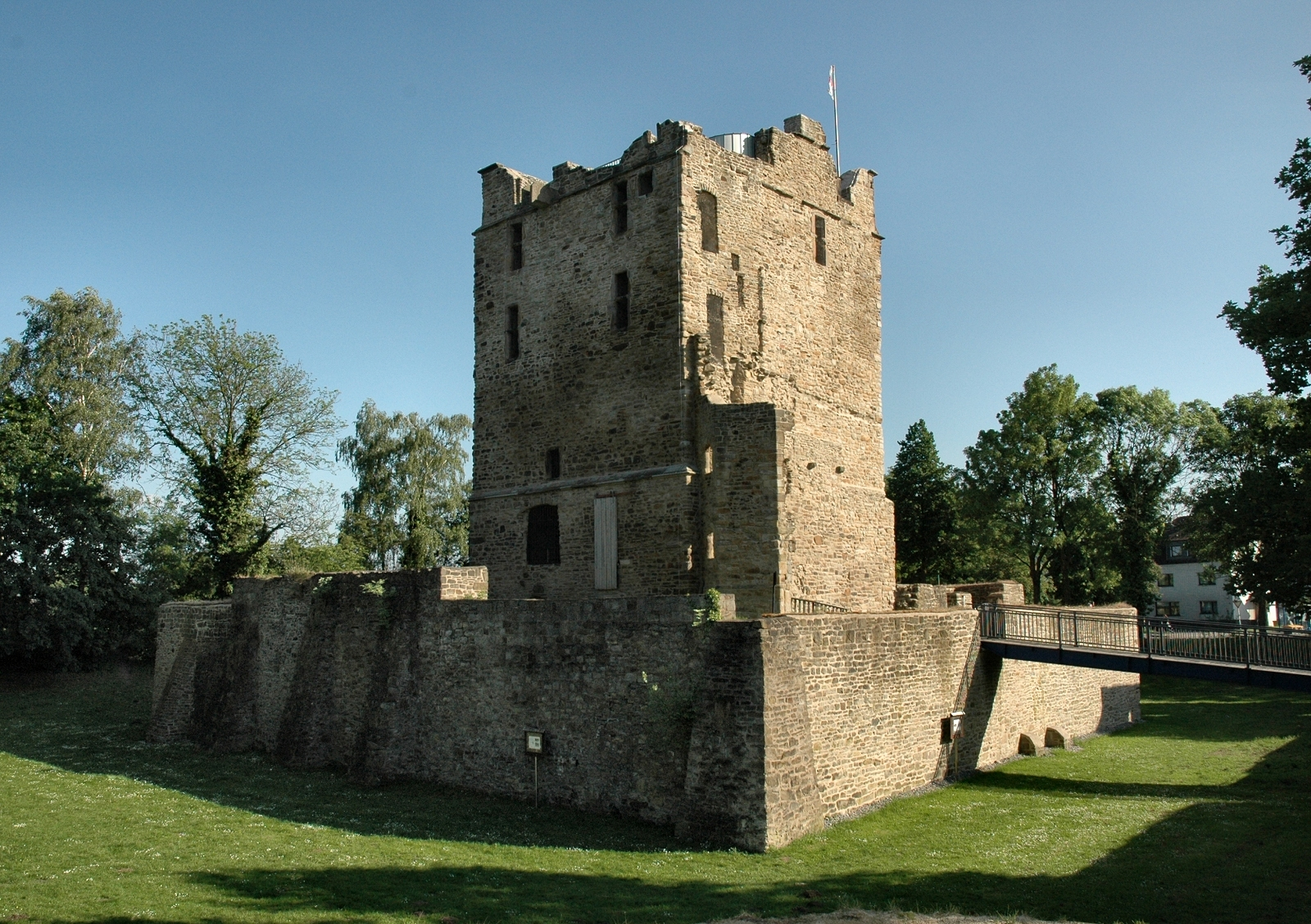
Wohnturm der Burg Altendorf von Norden (2007)

Die Ruine der Burg Altendorf steht auf einer Halbinsel südlich der Ruhr im Essener Stadtteil Burgaltendorf auf einer Höhe von 100 Meter über NN. Sie ist eine Niederungsburg mit  [Burggraben], der nachweislich nie als Wassergraben genutzt wurde, und verfügt über den größten erhaltenen Wohnturm – auch Donjon genannt – zwischen Rhein und Weser.
In der zweiten Hälfte des 12. Jahrhunderts im romanischen Stil errichtet, wurde die Anlage während der Gotik und der Renaissance umgebaut und erweitert. Besitzer und Eigentümer waren unter anderem die adeligen Familien von Vietinghoff-Schell und von Mumm, ehe die Burg Mitte des 19. Jahrhunderts in bürgerlichen Privatbesitz kam. Nachdem sie zu Beginn des 20. Jahrhunderts zu einer Ruine verfallen war, begannen ab 1903 erste Sicherungsmaßnahmen, denen sich von 1957 bis 1960 und 1962 bis 1970 eine systematische Freilegung und Restaurierung der erhaltenen Bausubstanz anschloss.
Die Burganlage ist heute Eigentum der Stadt Essen. Der Außenbereich kann jederzeit frei besichtigt werden.

## Beschreibung

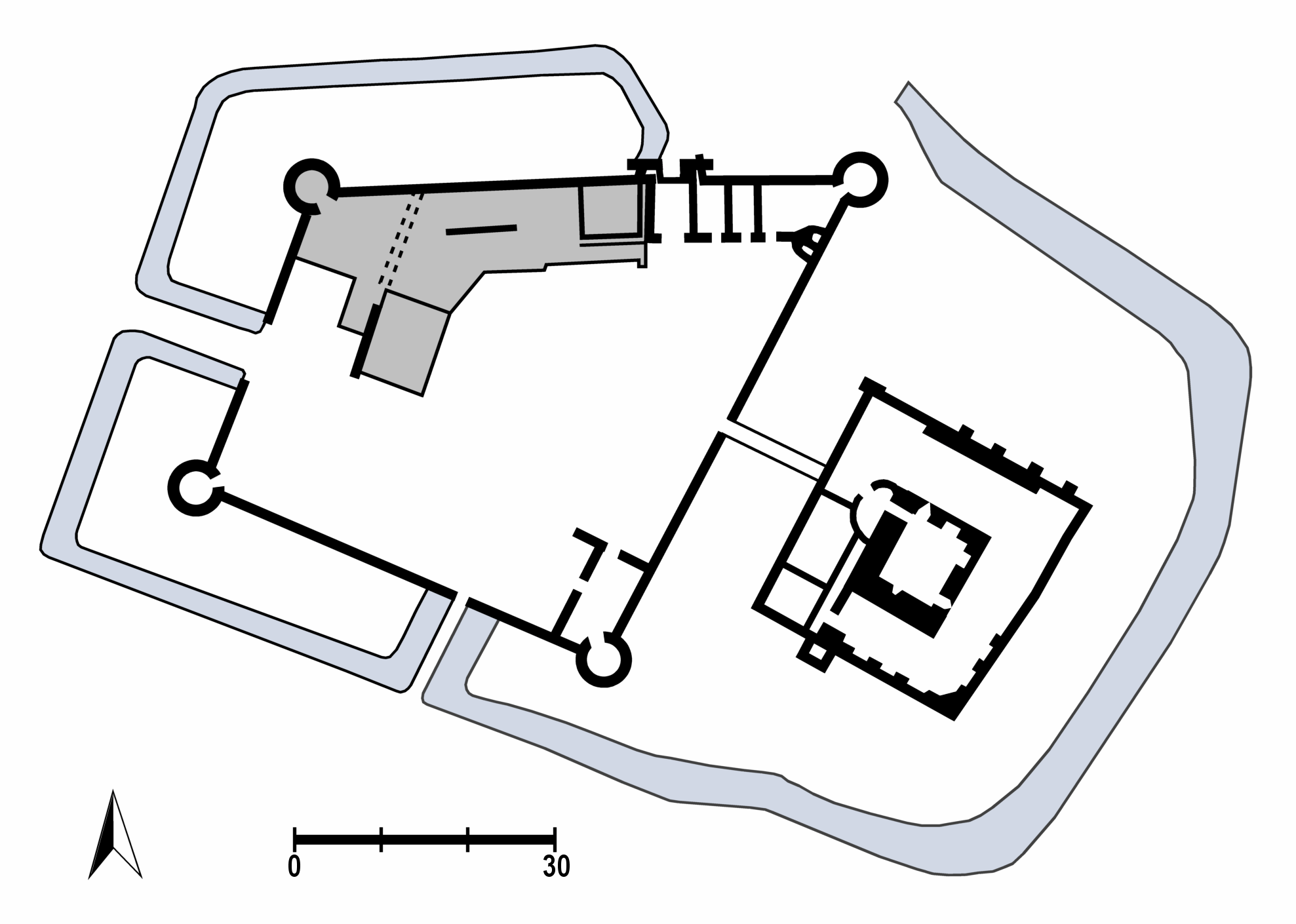
Schematischer Grundriss der Burganlage mit dem heutigen Baubestand und den ehemaligen Wassergräben

Die Burganlage ist in eine Vorburg und eine Kernburg unterteilt, die beide früher von einer etwa 90 mal 130 Meter messenden und 12,50 Meter breiten Gräfte umgeben waren. Die Wassergräben sind heutzutage verlandet oder zugeschüttet, wurden aber bis in das 18. Jahrhundert über eine hölzerne Leitung von einem 800 Meter westlich gelegenen Wasserlauf gespeist. Als Baumaterial kamen Quader und Bruchsteine des dort natürlich vorkommenden Ruhrsandsteins zum Einsatz.

### Vorburg
Die Vorburg ist 55 mal 50 Meter groß und besitzt einen trapezförmigen Grundriss, an dessen Ecken die Reste von Rundtürmen stehen. In dem Areal, das von einer Ringmauer begrenzt ist, sind die Mauerreste dreier ehemaliger Wirtschaftsgebäude und des Torgebäudes erhalten. Die Ruine des Wirtschaftsgebäudes in der südlichen Ecke beherbergt zudem den mehr als acht Meter tiefen Burgbrunnen. Darüber hinaus sind im neuzeitlichen Pflaster des Vorburghofes die Eckpunkte eines ehemaligen Schulhauses markiert.
In der nordwestlichen Ecke steht ein Neubau der 1960er Jahre, der durch ein Restaurant genutzt wird und den nordöstlichen Eckturm einschließt.

### Kernburg
Eine Stahlbrücke mit Holzbohlen führt von der Vorburg zur Kernburg. Ihr Areal ist durch eine rechteckige, 29 mal 30 Meter messende Ringmauer mit fünf Meter Höhe begrenzt. Diese weist an ihrer Südwest- und Südostseite Reste eines Wehrgangs auf. An ihrer Südwestseite sind die Ausbuchtungen eines viereckigen Verteidigungsturms zu sehen. In der Mitte des Kernburgbereichs erhebt sich ein fünf Geschosse umfassender, heute 21,70 Meter hoher Wohnturm, dessen Seitenlängen 11,5 und 13,10 Meter betragen. Es existieren zwei Zugänge zu seinem ehemaligen Keller mit Tonnengewölbe (heute das Erdgeschoss), das im 17. Jahrhundert auch als Gefängnis des Amtes Blankenstein diente. An dessen vier Ecken sind noch die Basen jener Säulen vorhanden, die das einstige Kreuzgewölbe dieses Geschosses trugen. Sowohl die Nordwest- als auch die Südwestseite weisen zugemauerte Fensteröffnungen aus der Zeit der Romanik auf. Sie wurden in der Gotik durch Riegelfenster ersetzt, von denen noch viele vorhanden sind.
An die nördliche Ecke des Donjons schließen sich Reste eines ehemaligen, sechseckigen Treppenturms an, während sich vor der Westecke des Wohnturms die Ruine eines Wirtschaftsgebäudes befindet.
Sämtliche Zwischendecken des Wohnturms sind heute verschwunden. Im ersten Stockwerk sind aber die Reste des achtzackigen Sternrippengewölbes sichtbar, ebenso wie in allen Geschossen – außer im ehemaligen Verlies – noch Reste von Kaminen sichtbar sind. Eine moderne Wendeltreppe im Turminneren führt zu einer Aussichtsplattform.

## Besitzer und Eigentümer

### Die Familien von Altendorf und von Vietinghoff-Schell
Erste urkundlich gesicherte Bewohnerin der Burg war die Ministerialenfamilie der Herren von Altendorf. Ab 1297 werden sie als Lehnsmänner der Grafen von der Mark geführt; namentlich die Ritter Wennemar von Altendorf der Ältere und Wennemar von Altendorf der Jüngere. Sie hatten beide das Erbdrostenamt des Reichsstifts Essen inne.
Durch Heirat Nelles von Altendorf, der Erbin einer Altendorfer Seitenlinie, kam die Familie von Vietinghoff-Schell, deren Stammsitz Schloss Schellenberg war, in den Mitbesitz der Burg und wurde nach dem Tod Rutgers von Altendorf 1386 alleinige Eigentümerin der Anlage. Christopher von Vietinghoff-Schell ließ die Burganlage ab 1533 grundlegend umbauen.

### Familie von Ketteler
Nachdem Arnold von Vietinghoff im November 1601 als letzter männlicher Vertreter dieser Familie ohne lebende Nachkommen verstorben war, setzte eine komplizierte Erbfolge ein, durch die es zur Teilung und damit Zersplitterung des Altendorfer Besitzes kam. Neuer Burgherr wurde Johann von Ketteler zu Nesselrath. Gemeinsam mit seinem Bruder Wilhelm, der die Witwe Arnolds von Vietinghoff, Guda von Romberg, geheiratet hatte, gelang es ihm, große Teile des durch die Erbteilung weit zerstreuten Besitzes wieder in seiner Hand zu vereinen.

### Familie von Mangelmann
Als Johann 1628/29 verstorben war, drängte der in niederländischen Diensten stehende Capitain Jacob von Mangelmann Johanns Witwe Katharina von Loë zur Sicherung eines von ihm gewährten Kredits in Höhe von 6000 Reichstalern. Katharina verpfändete ihm daraufhin im September 1629 die Altendorfer Burg. Der Pfandvertrag ließ jedoch die Möglichkeit zu, dass die Familie von Ketteler gegen Zahlung von 14.000 Reichstalern die Anlage wieder auslösen konnte. Jacob von Mangelmann bezog 1633 gemeinsam mit seiner Frau Quartier auf der Burg.
Nach dem Tod Jacobs kam es zu Erbstreitigkeiten zwischen seinen Kindern und seiner Witwe aus zweiter Ehe, Katharina von Bernsau. Die einzige Tochter aus erster Ehe, Catharina Christine von Mangelmann, berief sich auf den Ehevertrag ihrer Eltern, der festlegte, dass die Pfandverschreibung ungeteilt in das Eigentum der Kinder aus Jacobs erster Ehe übergehen sollte, während Katharina von Bernsau für sich und ihre beiden Kinder ebenfalls Ansprüche an der Burg Altendorf erhob. Ein Vergleich zwischen den Streitparteien legte schließlich fest, dass die Anlage in den Besitz Catharina Christines überging. Durch Heirat mit Bernhard von Mumm zu Schwarzenstein im Jahr 1652 brachte sie diese an seine Familie.

### Familie von Mumm
1653 kündigten die Erben der Familie Ketteler die Pfandschaft und hinterlegten die vertraglich vereinbarte Pfandsumme von 14.000 Reichstalern, doch Bernhard von Mumm wies die Summe als zu niedrig zurück. Die Kettelers klagten daraufhin vor dem Hofgericht in Kleve, und von Mumm wurde verurteilt, binnen drei Wochen die Burg Altendorf zu verlassen. Da er diesem Urteil aber nicht nachkam, wurde der Drost von Blankenstein, Johann Georg von Syberg, damit beauftragt, die Anlage zwangsweise zu räumen. Dieses Unterfangen blieb jedoch erfolglos, da sich Bernhard von Mumm in seiner Burg verbarrikadierte. Ein zweiter Räumungsversuch hatte ebenfalls keinen Erfolg, denn der streitbare Burgherr klagte vor dem kaiserlichen Gericht gegen die Belagerung seines Besitzes. Das Gericht entschied, dass die Familie von Ketteler neben der vereinbarten Pfandsumme weitere 25.000 Reichstaler als Ausgleich für Mumms sonstige Auslagen zu zahlen habe, um die Pfandschaft abzulösen. Aufgrund dieser hohen Summe verzichteten die Erben Ketteler auf ihre Ansprüche in Altendorf, und die Burg ging in das Eigentum der Familie von Mumm über.
Schon 1683 kam es aber wieder zu Besitzstreitigkeiten. Wirich Wilhelm von Mangelmann, der Sohn Jacob von Mangelmanns aus zweiter Ehe, klagte erneut gegen die Familie von Mumm. Der Zeitpunkt war günstig gewählt, denn sowohl Bernhard von Mumm als auch sein Sohn Jacob Gottfried waren derweil verstorben und Gottfrieds Witwe Anna Christine von Syberg mit den beiden noch minderjährigen Kindern nach Haus Kemnade gezogen. Die Burg wurde mittlerweile nur noch von der Familie eines Rentmeisters bewohnt. Um seinen Ansprüchen an der Anlage Nachdruck zu verleihen, ließ Wirich Wilhelm sie am 8. Oktober 1687 im Handstreich besetzen.
Eine Klage der Mumm-Erben gegen diese Besitznahme vor dem Reichsgericht folgte auf dem Fuße, doch eine Entscheidung zu den Eigentumsverhältnissen ließ noch lange auf sich warten. Obwohl Wirich Wilhelm 1690/91 ohne Nachkommen verstorben war und damit die Mumm-Erben wieder alleinige Nutznießer der Burg waren, kam es erst nach jahrelangen und kostspieligen Verhandlungen 1766 zur endgültigen Klärung: Zwei Drittel der Burg Altendorf wurden den Nachkommen der Familie Mumm zugesprochen, das übrige Drittel ging an die Freiherren von Wendt als die Erben Wirich Wilhelm Mangelmanns.

### Bürgerliche Eigentümer
Der 2/3-Anteil kam über Freifrau Anna Amalia Elisabeth von Berchem, geborene Mumm zu Altendorf, an ihre Großnichte Amalia Sophia Schumacher, welche die Burg 1789 durch Heirat mit Johann Wilhelm Sombart an seine Familie brachte.
Bereits seit etwa 1760 wurde die Anlage aber schon nicht mehr als herrschaftlicher Wohnsitz genutzt, sondern war per Erbpachtvertrag in einen Kotten umgewandelt worden. Der Steiger Friedrich Wilhelm Kirkamm löste 1849 und 1850 die immer noch bestehenden gutsherrlichen Rechte der Familien Sombart und von Wendt ab. Die Burg Altendorf wurde damit bürgerliches Privateigentum. Kirkamm blieb jedoch nur zwei Jahre lang Eigentümer. Hohe Schulden zwangen ihn dazu, die Anlage im März 1852 an die zwei Landwirte Wilhelm Kellermann und Heinrich Mintrop zu verkaufen. Die beiden erwarben sie für die katholische Schulgemeinschaft Altendorf, die auf dem Burggelände ein Schulgebäude errichten wollte, und veräußerten es am 22. Oktober 1855 für 2345 Taler an diese weiter.
Durch die zwangsweise Eingemeindung Altendorfs ist die Stadt Essen seit 1970 Eigentümerin der Burganlage.

## Baugeschichte

### Romanik

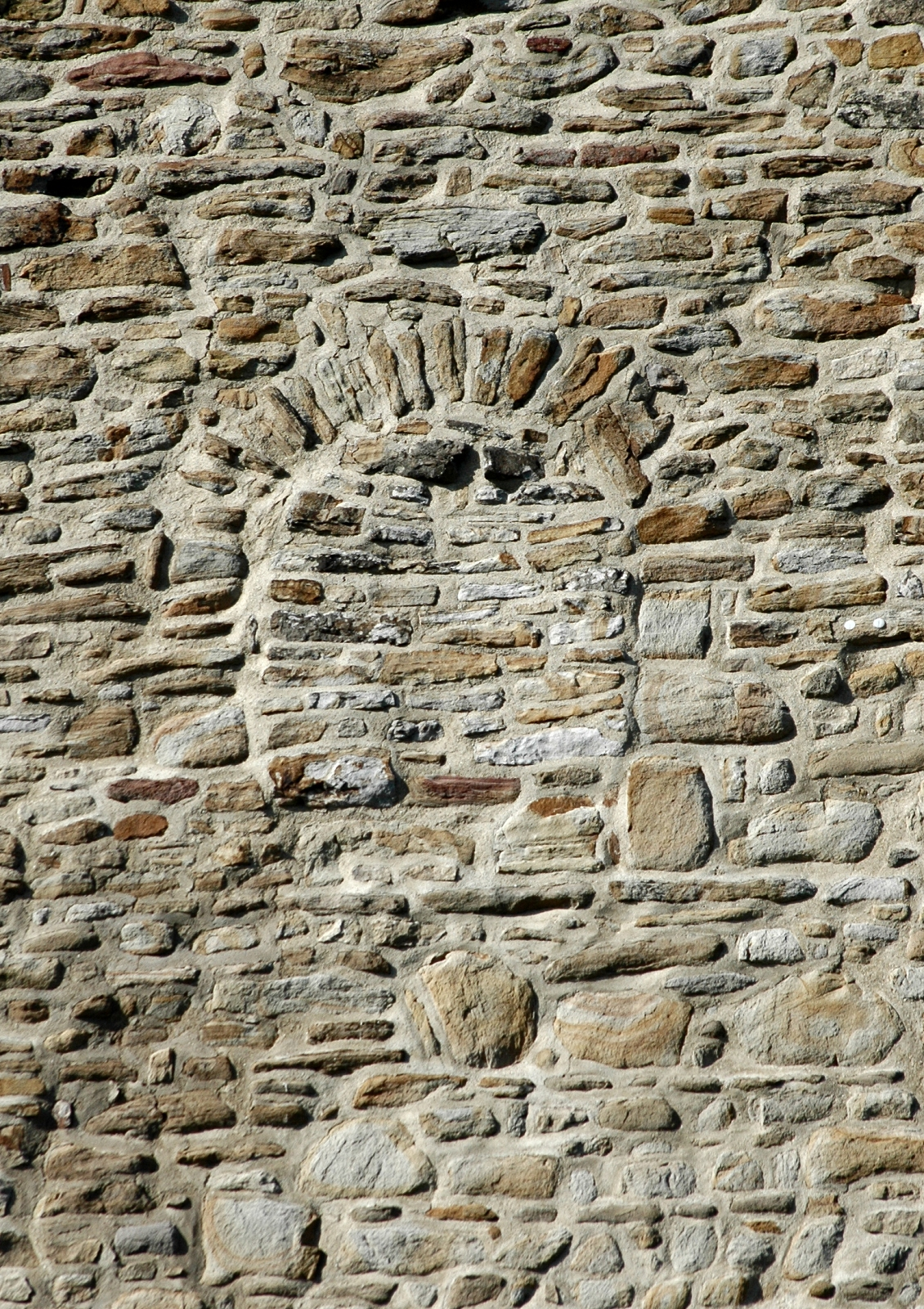
Zugemauerte Öffnung eines romanischen Fensters am Wohnturm

Das Entstehungsdatum der Burg Altendorf ist bis heute nicht exakt datierbar. Grabungsfunde und der Baustil der Ruine lassen darauf schließen, dass sie während der Romanik in der zweiten Hälfte des 12. Jahrhunderts erbaut wurde. Ebenso ist nicht genau bekannt, wer die Anlage errichten ließ. Als mögliche Bauherren kommen die Grafen von Altena-Isenberg oder das Erzbistum Köln infrage. Die Grafen von Altena benötigten nach 1160 einen militärischen Stützpunkt zur Sicherung ihrer Vogteirechte über das Reichsstift Essen und die Reichsabtei Werden, während der Kölner Erzbischof Philipp I. von Heinsberg nach dem Sturz Heinrichs des Löwen die Burganlage nach 1180 als Stützpunkt für die Land-Expansion Kurkölns im Osten des Herzogtums Westfalen erbaut haben könnte.
Die erste verbürgte Anlage bestand aus einem dreigeschossigen Wohnturm, der von einer Ringmauer umgeben war. Sein Erdgeschoss wurde als Wachstube genutzt und besaß ebenso wie das erste Geschoss ein Kreuzgratgewölbe. Das zweite Geschoss diente als Wirtschaftsraum und besaß einen Kamin sowie einen Abort. Darüber befand sich in der obersten Etage ein Wohngeschoss, das in jeder Wand drei romanische Rundbogenfenster mit Doppelarkaden und Zwergsäulen besaß. Über seiner abschließenden Balkendecke lag eine Wehrplattform. Der einzige Eingang zum Wohnturm lag auf seiner Südostseite, während ein halbrunder Treppenturm an seiner Nordecke den Zugang zu den Obergeschossen ermöglichte.
Noch zu romanischen Zeiten wurde dem Eingang ein kleines Gebäude mit einem weiteren Abort vorgebaut.
Nordwestlich lag zu jener Zeit eine kleine Vorburg, die 0,8 bis 1,2 Meter tiefer lag als das heutige Vorburgareal. Durch eine Brücke mit der Kernburg verbunden, bot ihr Torhaus in der nördlichen Ringmauer mit seiner Zugbrücke den einzigen Zugang zur Gesamtanlage.

### Gotik
Um 1400 erfolgte ein Umbau mit Erweiterung der Anlage im Stil der Gotik. Möglicher Bauherr war dabei Arndt II. von Vietinghoff-Schell. Der Wohnturm wurde um zwei Geschosse aufgestockt und wahrscheinlich mit einem Zeltdach versehen sowie seine Ringmauer erhöht. Das Erdgeschoss des Turms erhielt ein Tonnengewölbe und wurde anschließend als Keller genutzt. Das Gewölbe des „neuen Erdgeschosses“ (ehemals erstes Obergeschoss) wurde durch ein achtzackiges Sternrippengewölbe ersetzt (ähnlich dem in St. Kastor, Koblenz), dessen Schlussstein noch heute erhalten ist. Außerdem erhielten sämtliche Geschosse Kamine als Heizmöglichkeit. Im Wohngeschoss wurden die romanischen Fenster vermauert und anstatt dessen neue Öffnungen für Riegelfenster ausgebrochen. Dazu entstand auf der nordwestlichen Außenseite ein vermutlich zweigeschossiges Stall- oder Wirtschaftsgebäude, das auch als Schmiede diente. Durch einen Mauerdurchbruch erfolgte zudem die Verlegung des bisherigen Haupteingangs an die Nordostseite des Wohnturms.

### Renaissance

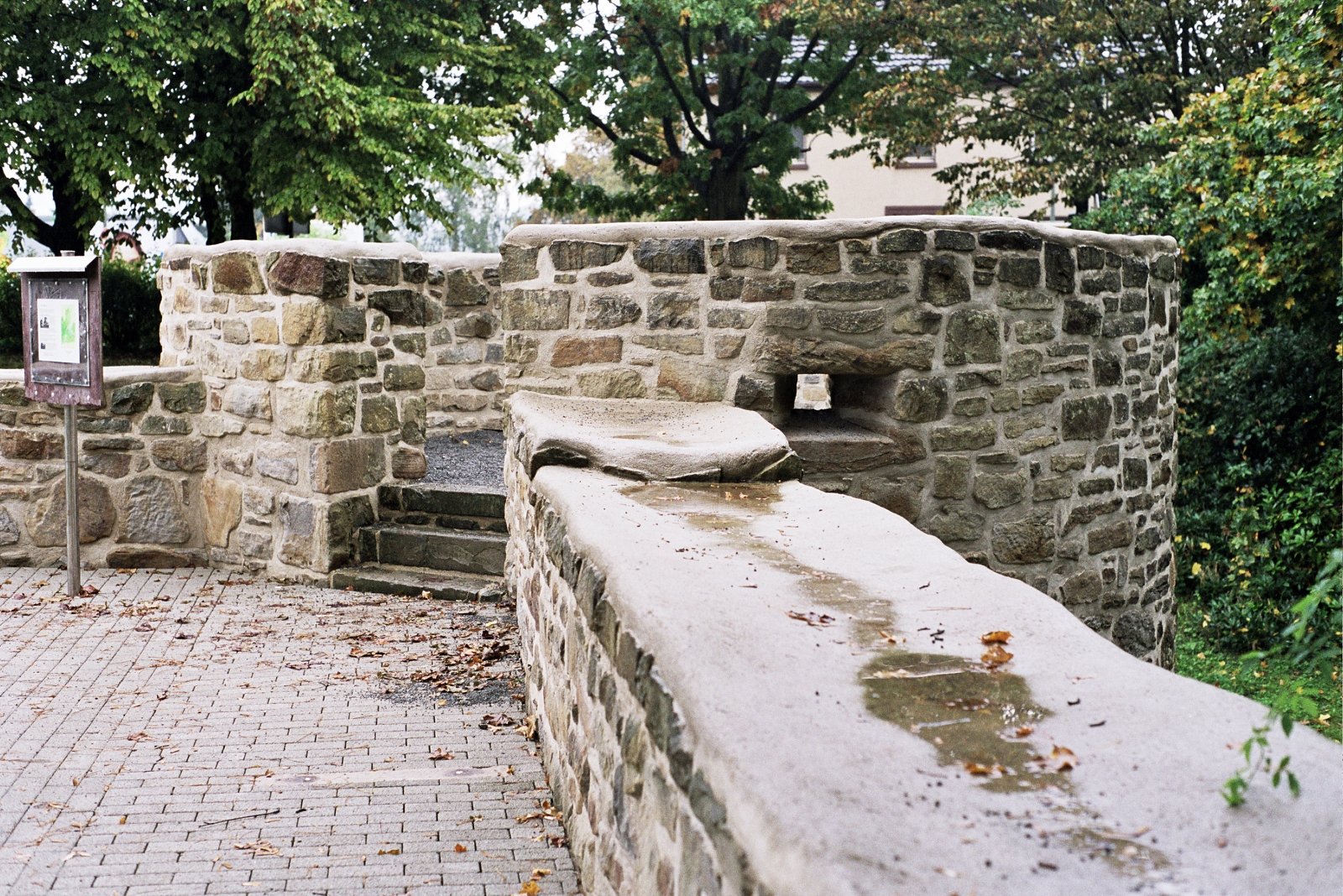
Reste eines durch Christopher von Vietinghoff-Schell errichten runden Eckturms in der Vorburg

Unter Christopher von Vietinghoff-Schell wurde die Altendorfer Burganlage ab etwa 1533 ein weiteres Mal umgebaut und vergrößert; gemäß der damaligen Zeit im Stil der Renaissance. Bis 1540 ließ er den alten, romanischen Treppenturm abbrechen und durch einen heptagonalen Turm ersetzen sowie den Haupteingang des Gebäudes dorthin verlegen. Der Donjon erhielt zudem ein Satteldach und Ziergiebel, die unter anderem mit Lisenen, Halbrand-Staffeln und Voluten dekoriert waren. Diese Ziergiebel waren vermutlich durch die Lipperenaissance beeinflusst, denn die erste Ehefrau Christophers von Vietinghoff-Schell stammte aus dem Lippischen. Außerdem erhielt der Wohnturm einen Erker an seiner Südostwand. Auch die Ringmauer des Wohnturms wurde umfassend verändert, indem sie erhöht und mit einem Wehrgang – vermutlich aus Fachwerk – ausgestattet wurde. Zudem wurde an ihrer Südecke ein kleiner, polygonaler Wachturm errichtet, während ihrer Südwestseite ein viereckiger Wehrturm vorgesetzt wurde. Der Bauherr ließ auch die Vorburg umfassend verändern, indem er sie auf das Dreifache vergrößern ließ. Es entstand ein kastellartiges Gebäudeensemble mit dem heutigen, trapezförmigen Grundriss und runden Türmen an den Ecken. Dazu wurde der Burghof auf das heutige Niveau aufgeschüttet und mit Ruhrkieseln gepflastert. Außerdem erfolgte der Umbau des kleinen Torhauses zu einem eigenen Torgebäude, das von Wach- und Wirtschaftsräumen flankiert war. In der Südecke entstand das ebenfalls mit Ziergiebeln ausgestattete Brauhaus, während an der Nordmauer ein großes Stall- und Vorratsgebäude errichtet wurde – das sogenannte Bauhaus.

### Neuzeit
Nachdem die Eigentümer die Burg seit etwa 1760 nicht mehr als herrschaftlichen Wohnsitz nutzten und anstatt dessen als Kötterei verpachteten, verkam die Anlage allmählich zur Ruine. Gegen Ende des 18. Jahrhunderts scheint kaum noch ein Raum bewohnbar gewesen zu sein, da dem damaligen Pächter erlaubt wurde, ein neues Wohnhaus aus Fachwerk und Bruchsteinen auf dem Areal zu bauen. Dabei wurde wahrscheinlich auch das Torgebäude und der östliche Eckturm der Vorburg abgetragen, denn gemäß dem Urkataster von 1823 waren diese zu jener Zeit schon nicht mehr vorhanden.
Während des 19. Jahrhunderts diente die Burganlage zudem als Steinbruch. So wurden zum Beispiel im Vorburggelände ab dem 5. Mai 1858 Lehrerwohnungen und ein einstöckiges Schulhaus aus den Steinen der Ruine errichtet. Das übrige Burgareal diente den Lehrern nachfolgend als Garten- und Weidefläche. 1861 trug sich die katholische Schulgemeinde Altendorf als Eigentümerin der Ruine erstmals mit dem Gedanken, die noch vorhandene Bausubstanz des Wohnturms durch ein neues Dach zu sichern. Da aber der zuständige Landrat forderte, dass ein solches Dach „dem Styl des Ganzen“ als Burggebäude entsprechen sollte, nahm der Schulvorstand von seinem Vorhaben wieder Abstand.

### Ab 1900

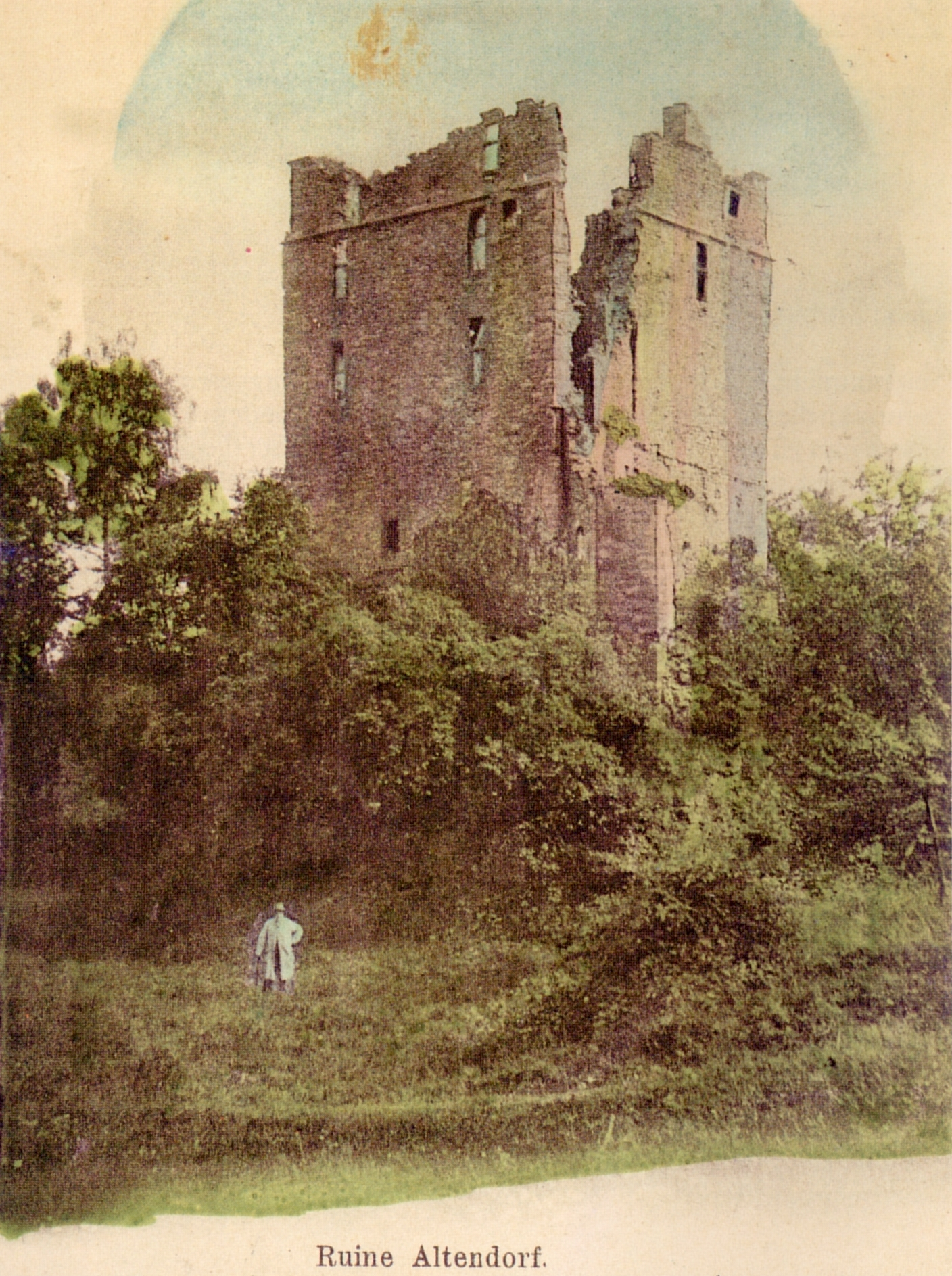
Alte Postkarte mit der Burgruine (vor 1903)

Ab 1900 folgten dann aber ernsthafte Bemühungen zur Erhaltung der Ruine. Die Gewölbe des Wohnturms waren zwar mittlerweile eingestürzt, aber ab Mai 1903 begannen Sicherungsarbeiten, die mit 10.500 Goldmark zu Buche schlugen und bis 1904 andauerten. Im Zuge der Arbeiten wurde auch das durch Bergschäden baufällig gewordene und seit 1901 nicht mehr genutzte Lehrerwohnhaus abgerissen.
Anschließend wurde die Burg Altendorf weitere 50 Jahre ihrem Schicksal überlassen. Als Folge der Vernachlässigung stürzten  die nordöstliche und südwestliche Ringmauer des Wohnturms ein. Er war deshalb nur noch durch das Erklimmen von Trümmerhaufen zu erreichen. Des Weiteren sprengten Baumwurzeln die Mauern der Vorburggebäude, während zwei Ecktürme der Vorburg nur noch als Fundamentreste vorhanden waren. In der Zeit von 1957 bis 1960 erfolgten für etwa 33.800 DM wieder Sicherungsarbeiten, um die merklich reduzierte Bausubstanz zu erhalten. Außerdem wurde eine Brücke vom Vorburgareal zum Wohnturm errichtet, um diesen wieder begehbar zu machen. Das alte Schulhaus von 1858 war nach dem Bau einer neuen Altendorfer Schule ungenutzt und wurde 1961 im Rahmen einer Feuerwehrübung niedergebrannt und schließlich abgerissen. Seine Steine fanden ab 1962 bei systematischen Restaurierungsmaßnahmen wieder Verwendung. Bis 1970 wurde das noch erhaltene Mauerwerk gesichert, das Burgareal von Trümmern befreit und verschüttete Bausubstanz sowie die seit dem 18. Jahrhundert aufgrund von Wasserabsenkung verlandeten Gräften wieder freigelegt. Ziel der Arbeiten war es nicht nur, die Burgruine als Wahrzeichen des Ortes Altendorf zu bewahren, sondern sie auch für Besucher attraktiv zu machen. Dazu wurde 1969 unter Einbezug vorhandener Vorburgmauern und des nordwestlichen Eckturms ein Burgrestaurant erbaut und 1970 im Obergeschoss des Wohnturms ein hölzerner Rundgang installiert, der über eine Wendeltreppe im Turminneren zu erreichen ist.
Bedingt durch Erosion und Umwelteinflüsse traten erneut Schäden am Mauerwerk auf und machten ab 2000 wieder mehrjährige Restaurierungsarbeiten nötig.

## Ausgrabungen
Von 1966 bis 1969 führte die archäologische Arbeitsgemeinschaft der Jungengymnasiums Hattingen unter Leitung des Kreisheimatpflegers Heinrich Eversberg Ausgrabungen auf dem Burgareal durch. Viele Kenntnisse bezüglich der Bau- und Kulturgeschichte der Burg Altendorf basieren auf den Ergebnissen dieser Grabungen. Dabei wurden unter anderem das Fundament des Torgebäudes in der Vorburg sowie der einstige Burgbrunnen freigelegt. Im Bereich der Kernburg wurden Grabungen im Kellerbereich des Wohnturms und auf dem Burghof durchgeführt, in deren Verlauf auch das Fundament des romanischen Vorbaus an der Südostseite entdeckt wurde.
Die bei den Grabungsarbeiten gefundenen architektonischen Bestandteile machten erstmals fundierte Rekonstruktionsversuche der romanischen und der gotischen Burg sowie der Renaissance-Anlage möglich. Gefunden wurden zum Beispiel ein romanischer Ausgussstein, Teile der romanischen Rundbogenfenster, gotische Bodenfliesen sowie zwei Volutensteine und mehrere Zierkugeln aus der Zeit der Renaissance. Eine Renaissance-Säule sowie Boden- und Ofenfliesen sind im Museum im Bügeleisenhaus in Hattingen ausgestellt.

## Heutige Nutzung
Die Altendorfer Burgruine ist seit Anfang der 1970er Jahre touristisch erschlossen und für Besucher frei zugänglich. Zehn Informationstafeln auf dem Burgareal geben Auskunft über Funktion und Bedeutung einzelner Bauelemente der Anlage. Der Heimat- und Burgverein Burgaltendorf, der die Sanierung der Burg begleitet, bietet zudem für Interessierte von Mitte April bis Mitte Oktober Burgführungen an, bei denen Besucher auch den Wohnturm und die Aussichtsplattform betreten können.
Als Wahrzeichen des Ortes wird das Burgareal regelmäßig für Veranstaltungen der ortsansässigen Vereine – darunter das seit 1981 in allen ungeraden Jahren stattfindende Burgaltendorfer Burgfest und der an allen geraden Jahren stattfindende Mittelaltermarkt – und für zahlreiche kulturelle Veranstaltungen genutzt.